# Возовский сельсовет
Возовский сельсовет — муниципальное образование со статусом сельского поселения в Поныровском районе Курской области Российской Федерации.
Административный центр — посёлок Возы.

## История
Статус и границы сельсовета установлены Законом Курской области от 21 октября 2004 года № 48-ЗКО «О муниципальных образованиях Курской области».
Законом Курской области от 26 апреля 2010 года № 26-ЗКО в состав сельсовета включены населённые пункты упразднённого Брусовского сельсовета. 

## Население
| 2002  | 2010  | 2012  | 2013  | 2014  | 2015  | 2016  |
| ----- | ----- | ----- | ----- | ----- | ----- | ----- |
| 1340  | ↗1848 | ↘1833 | ↘1798 | ↘1792 | ↘1774 | ↘1737 |
| 2017  | 2018  | 2019  | 2020  | 2021  |       |       |
| ↘1694 | ↘1674 | ↘1636 | ↘1603 | ↘1456 |       |       |

## Состав сельского поселения
| № | Населённый пункт | Тип населённого пункта          | Население |
| - | ---------------- | ------------------------------- | --------- |
| 1 | Брусовое         | село                            | ↘421      |
| 2 | Возы             | посёлок, административный центр | ↘1263     |
| 3 | Тифинское        | село                            | 164       |